# 2e division d'infanterie (Allemagne)
Pour les articles homonymes, voir 2e division.
La 2e division d'infanterie (motorisée) (allemand : 2. Infanterie-Division (motorisiert) abrégé en 2. ID (mot.)) est une division d'infanterie de l'armée allemande (Wehrmacht) durant la Seconde Guerre mondiale.
Créée en 1934, elle participe à l'invasion de la Pologne puis à la campagne de l'Ouest en 1940. Pendant l'automne, elle est transformée en division blindée et prend le nom de 12. Panzer-Division début 1941.

## Historique

### Origine et premières dénominations
La 2. Infanterie-Division est créée le 1er octobre 1934 à Stettin dans le Wehrkreis II à partir des composants de la vieille 2e division de la Reichswehr en 1934. Sa première désignation (Artillerieführer II) est un camouflage pour masquer la violation du traité de Versailles que constitue le projet de réarmement de l'Allemagne. Les régiments d'infanterie de la division sont formés à partir du 4. (Preußisches) Infanterie-Regiment et du 5. (Preußisches) Infanterie-Regiment de la 2e division de la Reichswehr, ainsi que de l'Infanterie-Regiment Stargard, créé en 1934.
Elle ne prend pas avant le 15 octobre 1935 son véritable nom de 2. Infanterie-Division. Elle devient la 2. Infanterie-Division (motorisiert), ou 2e division d'infanterie motorisée le 12 octobre 1937.

### Seconde Guerre mondiale
Le 18 août 1939, la division est mobilisée en vue de l'invasion de la Pologne. Pendant la campagne, elle division est rattachée au 19e corps d'armée du général Guderian. La division traverse la Brda et est engagée dans la bataille de la forêt de Tuchola. Après la percée du corridor de Dantzig et l'établissement d'une liaison avec la Prusse orientale depuis la Poméranie, la division se déplace vers le terrain d'entraînement d'Orzysz. De là, la 2e division d'infanterie motorisée progresse ensuite vers l'est de la Pologne et passe en force la Narew à Łomża avant d'être engagée dans la bataille de Kobryń (en) contre la 60e division d'infanterie polonaise du colonel Adam Epler (en). Après la fin de la campagne de Pologne, la 2e division est transférée en octobre 1939 vers l'ouest, en Sarre-Palatinat.
Pendant la campagne de France, la 2e division est rattachée à la 12ème armée et traverse la Belgique et le nord de la France jusqu'aux côtes de la Manche, combattant entre autres autour d'Amiens et Abbeville. Après avoir percé les positions françaises sur la Somme, la 2e division avance vers la Seine et participe à la bataille de Saint-Valery-en-Caux, le 12 juin 1940. La division poursuit sa route vers le sud et traverse la Bretagne, où elle termine la campagne. Elle y reste en tant que force d'occupation et de sécurisation de la ligne de démarcation. À partir du 5 octobre 1940, la 2e division motorisée amorce sa transformation en Panzerdivision, qui est achevée lorsque l'unité est renommée 12e Panzerdivision le 10 janvier 1941.

## Organisation

### Commandants
| Date                            | Grade           | Commandant    |
| ------------------------------- | --------------- | ------------- |
| 1er octobre 1934 - 31 mars 1937 | Generalleutnant | Hubert Gercke |
| 1er avril 1937 - 4 octobre 1940 | Generalleutnant | Paul Bader    |

### Officiers d'opérations (Generalstabsoffiziere)
| Date                                 | Grade          | Commandant              |
| ------------------------------------ | -------------- | ----------------------- |
| 1er octobre 1934 - 1er octobre 1935  | Oberstleutnant | Arthur Hauffe           |
| 1er octobre 1936 - 10 novembre 1938  | Major          | Friedrich-Wilhelm Hauck |
| 10 novembre 1938 - 20 septembre 1940 | Major          | Heinrich-Georg Hax      |
| 20 septembre 1940 - 5 octobre 1940   | Major          | Helmuth Bergengruen     |

## Ordres de bataille
Artillerieführer II — 1er octobre 1934
- Infanterie-Regiment Kolberg (Stab, I.-III.)
- Infanterie-Regiment Stettin (Stab, I.-III.)
- Infanterie-Regiment Stargard (Stab, I.-III.)
- Artillerie-Regiment Stettin (Stab, I.-IV.)
- Pionier-Bataillon Stettin A
- Nachrichten-Abteilung Stettin

2. Infanterie-Division — 15 octobre 1935
- Infanterie-Regiment 4 (Stab, I.-IV.)
- Infanterie-Regiment 5 (Stab, I.-IV.)
- Infanterie-Regiment 25 (Stab, I.-IV.)
- Artillerie-Regiment 2 (Stab, I.)
- Artillerie-Regiment 38 (II.)
- Artillerie-Regiment 32 (Stab, II.-III.)
- Artillerie-Regiment 68 (I.)
- Beobachtungs-Abteilung 32
- Panzerabwehr-Abteilung 32
- Pionier-Bataillon 2
- Infanterie-Divisions-Nachrichten-Abteilung 2

2. Infanterie-Division — 6 octobre 1936
- Infanterie-Regiment 5 (Stab, I.-III.)
- Infanterie-Regiment 25 (Stab, I.-III., Erg.)
- Infanterie-Regiment 92 (III.)
- Artillerie-Regiment 2 (Stab, I.-II.)
- Artillerie-Regiment 38 (I.)
- Panzerabwehr-Abteilung 2
- Beobachtungs-Abteilung 2
- Pionier-Bataillon 2
- Infanterie-Divisions-Nachrichten-Abteilung 2

2. Infanterie-Division (motorisiert) - 12 octobre 1937
- Infanterie-Regiment (motorisiert) 5 (Stab, I.-III.)
- Infanterie-Regiment (motorisiert) 25(Stab, I.-III., Erg.)
- Infanterie-Regiment (motorisiert) 92 (Stab, I., III.)
- Artillerie-Regiment (motorisiert) 2 (Stab, I.-III.)
- Artillerie-Regiment (motorisiert) 38 (I., II)
- Panzerabwehr-Abteilung 2
- Beobachtungs-Abteilung 2
- Pionier-Bataillon (motorisiert) 32
- Infanterie-Divisions-Nachrichten-Abteilung (motorisiert) 2

2. Infanterie-Division (motorisiert) 1938/39
- Infanterie-Regiment (motorisiert) 5 (Stab, I.-III.)
- Infanterie-Regiment (motorisiert) 25 (Stab, I.-III.)
- Infanterie-Regiment (motorisiert) 92 (Stab, I.-III.)
- Artillerie-Regiment (motorisiert) 2
- Artillerie-Regiment (motorisiert) 38
- Aufklärungs-Abteilung (motorisiert) 2
- Panzerabwehr-Abteilung 2
- Beobachtungs-Abteilung 2
- Pionier-Bataillon (motorisiert) 32
- Infanterie-Divisions-Nachrichten-Abteilung (motorisiert) 2

2. Infanterie-Division (motorisiert) - Été 1940
- Infanterie-Regiment (motorisiert) 5
- Infanterie-Regiment (motorisiert) 25
- Artillerie-Regiment (motorisiert) 2
- I./Artillerie-Regiment 38
- Aufklärungs-Abteilung (motorisiert) 2
- Kradschützen-Bataillon 22
- Panzerjäger-Abteilung 2
- Pionier-Bataillon (motorisiert) 32
- Infanterie-Divisions-Nachrichten-Abteilung (motorisiert) 2
- Infanterie-Divisions-Nachschubführer 2 (motorisiert)

## Décorations
Des membres de cette division ont été récompensés à titre personnel pour leurs faits de guerre:
- Croix de chevalier de la Croix de fer
  - 3